# Koppula Hemadri
Koppula Hemadri ( 1947 - ) es un botánico, y etnobotánico indio, y destacado especialista en la medicina herbal, y en Poaceae. Participó en 1996, en una expedición médico-botánica a los distritos de Phulbani y de Koraput.

## Algunas publicaciones

### Libros
- 1996. Medico-botanical exploration of Phulbani and Koraput districts of Orissa. Ed. Central Council of Research in Ayurveda and Siddha. 158 pp.

- 1994. Śāstravēttalanu ākarṣistunna girijana vaidyaṃ. Ed. Tribal Welfare Dept. 122 pp.

- 1980. Grasses of Junnar and its surroundings, Poona District, Maharashtra State. Ed. Bishen Singh Mahendra Pal Singh. 180 pp.

- 1970. The flora of Junnar and its surroundings, Poona District, (Maharashtra State). Ed. Botanical Survey of India. 1.079 pp.

- La abreviatura «Hemadri» se emplea para indicar a Koppula Hemadri como autoridad en la descripción y clasificación científica de los vegetales.[1]